# Дыбовский, Жан
Жан Дыбо́вский (1856—1928) — французский исследователь польского происхождения. Агроном и натуралист. Двоюродный брат натуралистов Бенедикта и Владислава Дыбовских.

## Биография
Родился в пригороде Парижа (сейчас место его рождения находится в черте города) в семье польских эмигрантов, перебравшихся во Францию после провала Ноябрьского восстания 1830—1831 года.
Учился в École nationale supérieure d’agronomie. С 1889 года проводил исследования в Алжире.
В марте 1891 отплыл из Бордо во Французское Конго, где должен был соединиться с Полем Крампелем. Целью экспедиции было расширить и повысить влияние Франции в районе реки Убанги и создать форпосты в глубине континента. Узнав об убийстве Крампеля, Дыбовский, тем не менее, продолжил экспедицию. Её политические успехи оказались ограниченными, однако удалось собрать географическую информацию и добыть важные зоологические образцы.
Некоторое время работал директором по сельскому хозяйству и коммерции в Тунисе. Также являлся организатором и управляющим колониальными опытными садами.
Основал Французский институт колониальной агрономии в Париже, был членом польской Академии образования[уточнить] в Кракове.
В честь Дыбовского названы вид птиц Euschistospiza dybowskii, краб Potamonautes dybowskii и мангуст Dologale dybowskii. Типовой экземпляр последнего был обнаружен самим Дыбовским в 1892 году во время экспедиции на реку Убанги.

## Награды
Офицер Ордена Почётного легиона и ряд других.